# Claudecir
Claudecir Aparecido de Aguiar est un footballeur brésilien né le 15 octobre 1975.